# Opus Diversidades

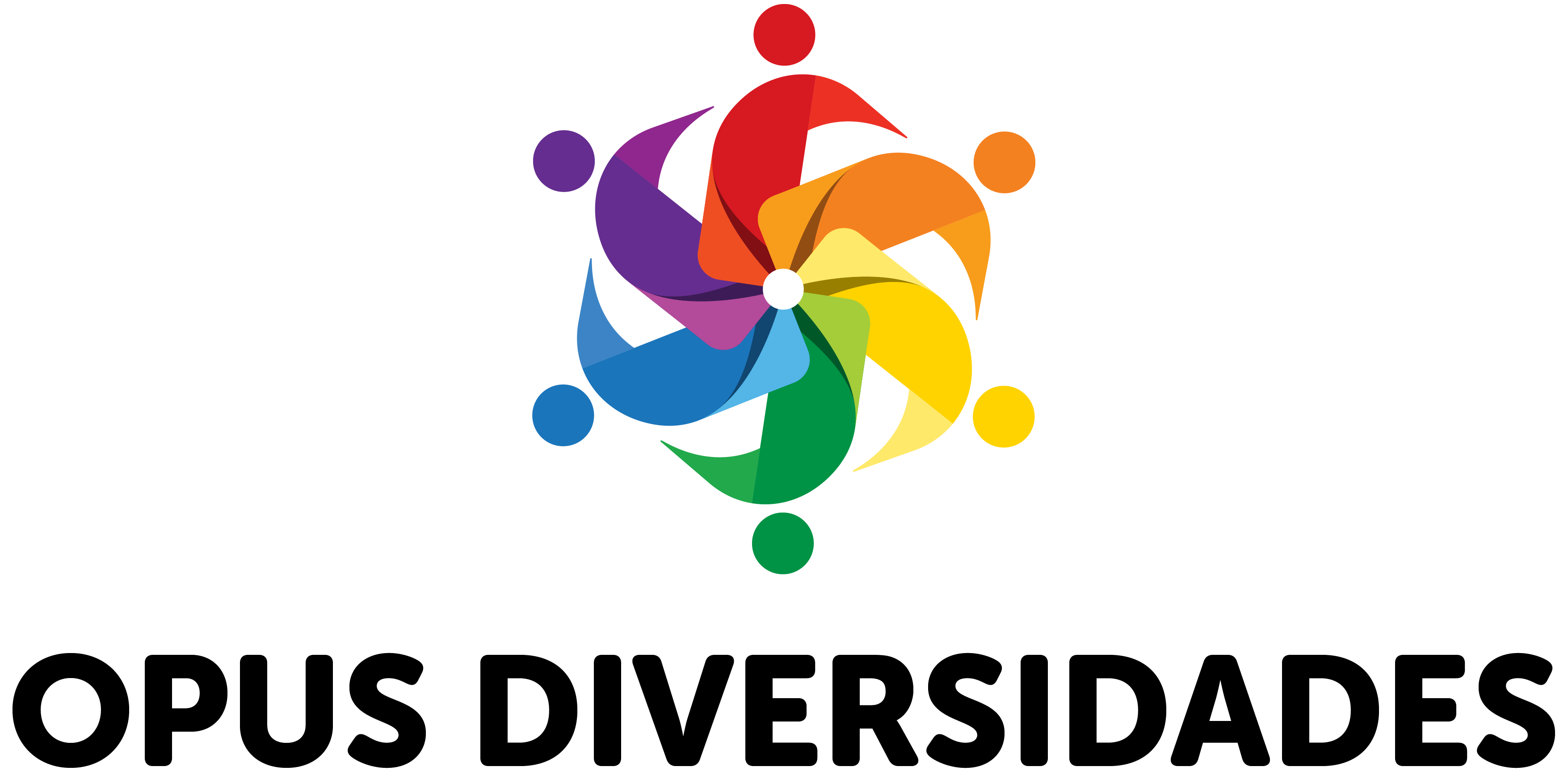
Logo oficial da Opus Diversidades, criado por Luís Covas

A Opus Diversidades (ex-Opus Gay, e registada como Obra Gay Associação) é uma Instituição Particular de Solidariedade Social (IPSS) e uma Organização Não-Governamental (ONG), sem Fins Lucrativos, reconhecida como Pessoa Coletiva de Utilidade Pública, desde 2009.
Foi fundada a 28 de Junho de 1997 por António Serzedelo (registada notarialmente por escritura em 9 de Abril de 1998), dia do Orgulho LGBTI+ e dia do 28º aniversário da Revolta de Stonewall, tendo como base o conceito de que o indivíduo e a sociedade são entidades inseparáveis no contexto psicossocial. O seu fundador é atualmente o mais antigo ativista LGBT em Portugal, e o principal autor do Manifesto de Ação Homossexual Revolucionária (MAHR) – Liberdade para as Minorias Sexuais, publicado logo a seguir ao 25 de Abril de 1974.
A Associação surgiu no âmbito da conjuntura social e reivindicativa dos direitos universais de liberdade e igualdade, que as profundas mudanças na conceção de orientação sexual e identidade de género, das últimas décadas do século XX, veio ajudar a consubstanciar.
Além do trabalho associativo directo (de vários, destaca-se nos seus primórdios a organização da primeira conferência da ILGA Europa em Portugal, de 23 a 27 de Outubro de 2002), a associação promoveu no passado um programa de rádio, Vidas Alternativas, que começou na Rádio Voxx em 1999. Após a extinção da rádio em 2004, passou para emissão online sendo atualmente difundido por diversas rádios locais como a Rádio Universitária do Algarve. Atualmente, a Associação tem também uma iniciativa de podcast “Para Lá do Arco-Íris”, onde recebe diversos convidados para conversas na órbita da comunidade LGBTI+.
Desde a sua fundação, a esmagadora maioria das Direções foram presididas pelo fundador, António Serzedelo, excetuando-se um único mandato, no período 2006/2007, presidida por Valter Filipe. A partir de Junho de 2020 e até 2023, iniciou funções uma nova Direção, presidida por Hélder Bértolo, acompanhado pela Vice-Presidência de Larissa Belo e Paulo Rainho.

## Objetivos
A Opus Diversidades procurou sempre, quer pelo debate sociopolítico, quer por protocolos com outras instituições, implementar medidas ativas, de apoio e defesa dos direitos das comunidades LGBTQI+, nos domínios da saúde, do trabalho, da família, da educação e lutar pela eliminação de qualquer tipo de discriminação ou assédio. Desta forma, é uma referência internacional em questões sobre a comunidade LGBTQI+.
Atualmente, a Direção da Opus Diversidades definiu que a sua ação seria direcionada para, não excetuando a comunidade LGBTQI+, o apoio psicossocial da comunidade LGBTQI+ sénior, de pessoas trans e intersexo, lésbicas, migrantes e requerentes de asilo, propondo, ainda, aliar-se a projetos de consciencialização para a importância de uma interação ecológica positiva entre o ser humano e o meio ambiente (integrante da Rede Stop UE-Mercosul).

## Trabalho Desenvolvido
Procurando cumprir o seu compromisso e os seus objetivos, a instituição pauta sistematicamente pela sua intervenção em diferentes domínios através de ações, protocolos e projetos. Destaca-se, na sua intervenção, o papel de sensibilização e o de intervenção direta localizada para o benefício da população LGBTI+, essencialmente sobre questões de direitos humanos.

### Projetos
No percurso de intervenção da instituição, destacam-se alguns grandes projetos. Dos quais:

#### Alentejo de Diversidades
Em 2010, a instituição conseguiu, através de um financiamento do QREN (Quadro de Referência Estratégico), implementar, a nível regional, o projeto “Alentejo de Diversidades” que se dedicou ao apoio e sensibilização da violência homofóbica e violência doméstica entre casais homossexuais na região de Évora em colaboração com a Cooperativa "Pelo Sonho É Que Vamos" e e Câmara Municipal de Évora, assim como a Rede Social do Seixal que já dispunha de um balcão público para auxiliar vítimas homossexuais de violência doméstica.

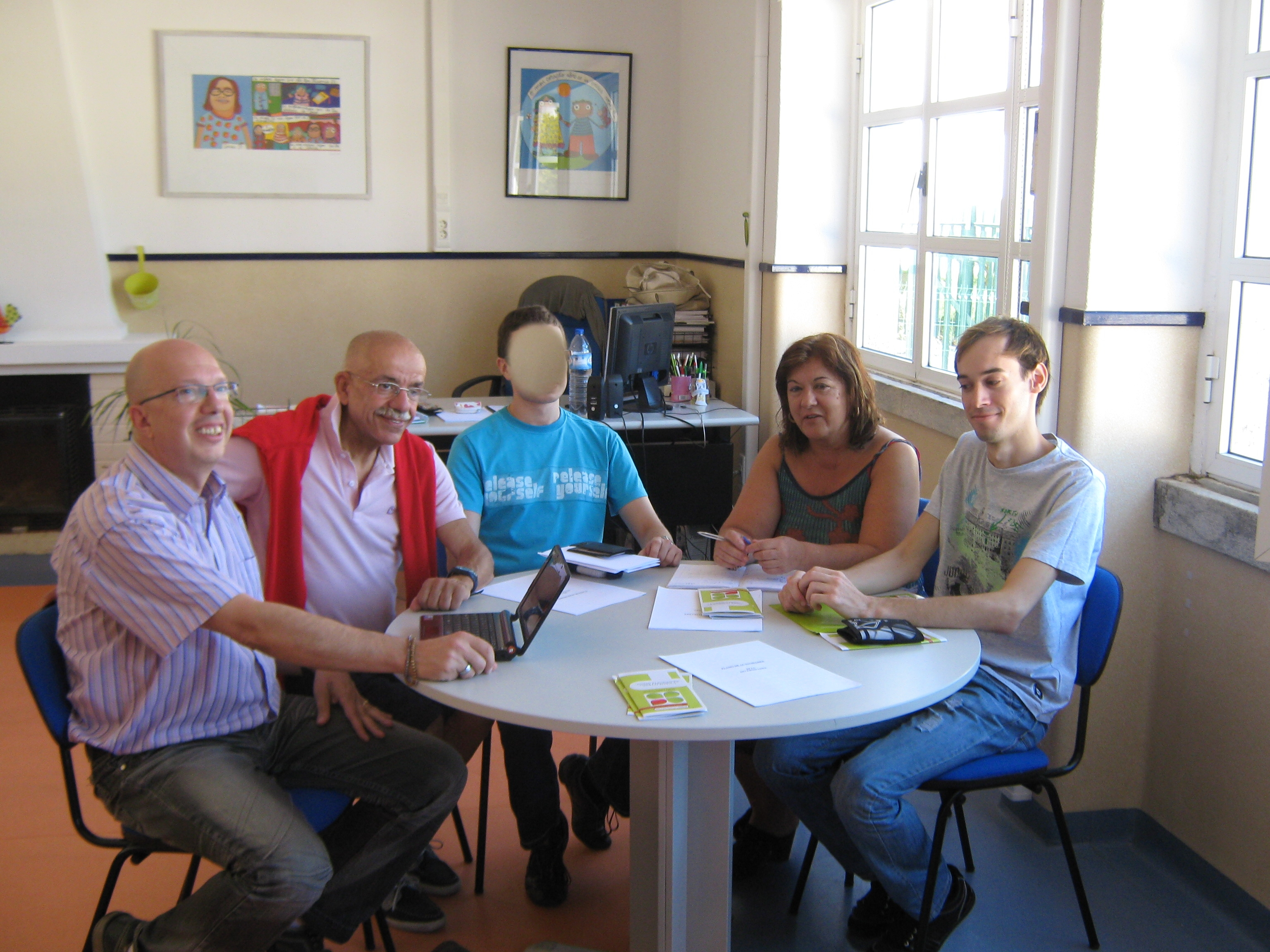
Reunião entre Opus Diversidades, Beja Diversidades e Gabinete de Apoio ao Desenvolvimento da C. M. Beja

Durante o período de ação, o projeto destacou-se pela atividade presencial e direta da instituição com a população em matérias de consciencialização. Para além de marcar presença de 2012 a 2015 na Feira Anual de Cuba onde levou alguns dos seus projetos (“Agressão, Não!”, “MGF, Não!” e “Envelhecer Fora do Armário”).
Marcou presença na feira de São João em 2011 e 2013 juntamente com as associações e grupos informais convidados: Checkpoint LX (do GAT Portugal), Panteras Rosas e rede ex aequo. Em 2012, esteve presente no workshop “Avaliação e Gestão de Risco” sobre a violência doméstica, organizou um ciclo de cinemas “Outros Cinemas: Sexualidade” com o objetivo de sensibilização e despertar consciências e levou a cabo uma ação de sensibilização junto dos mestrandos de Psicologia da Universidade de Évora.
Nos anos seguintes, esteve presente na Biblioteca Municipal de Cuba com a exposição de fotografias “Kiss Me” complementadas com ações de consciencialização para as questões LGBTQI+ direcionadas aos jovens em percurso escolar, e marcou presença no seminário “Violência Doméstica em relações LGBT e Homofobia” no Instituto Técnico de Setúbal no âmbito do projeto “Vaivém Contra a Violência Doméstica” organizado pela Cooperativa SEIES.
Em 2014, organizou com a Zorra Produções Artísticas duas edições da Festa de Diversidades e executou ainda a primeira formação de voluntariado junto da população LGBTI+ da região.

#### MGF, NÃO!

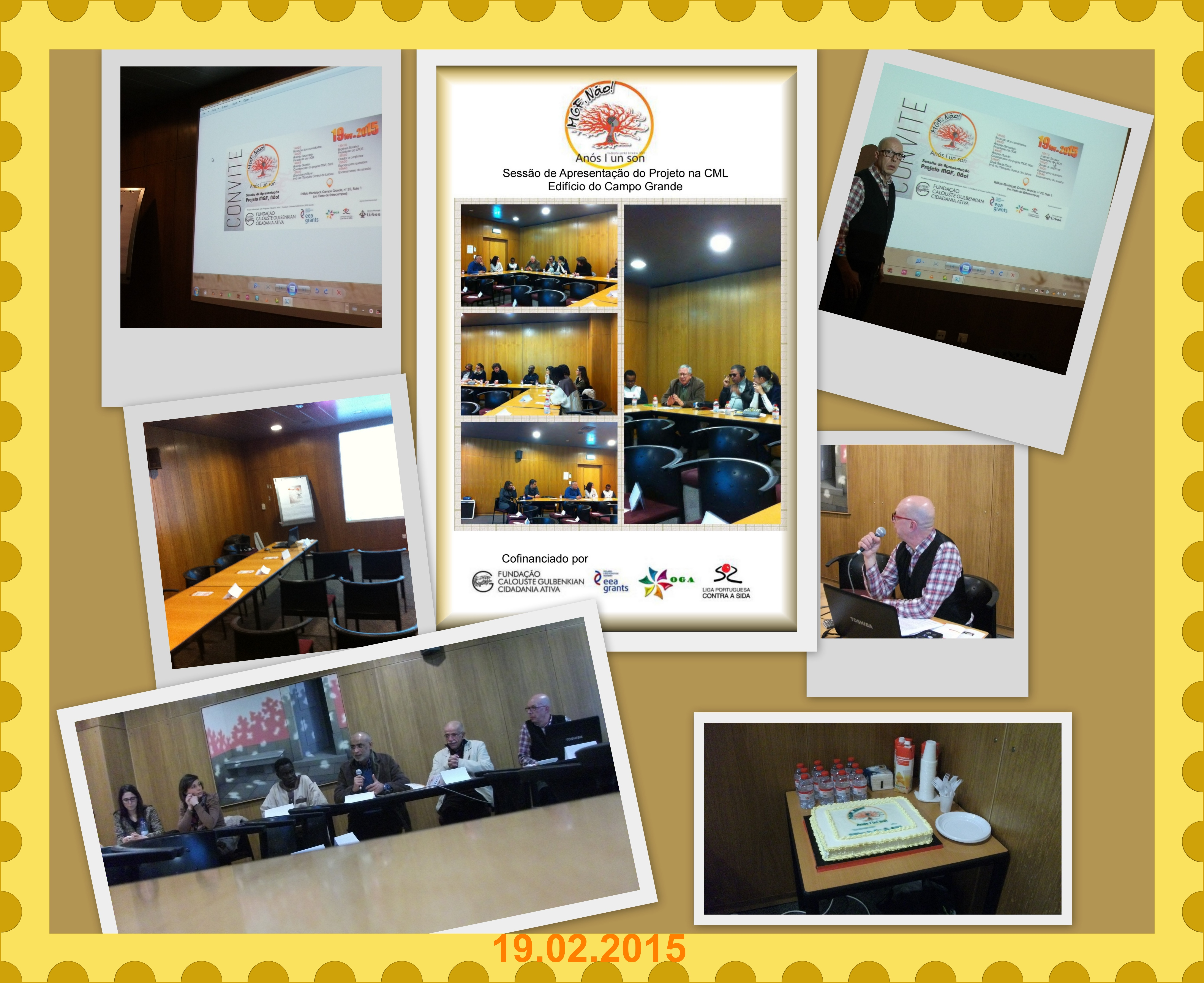
Algumas fotografias da sessão de apresentação do projeto "MGF, Não!"

No rescaldo da promulgação da Lei 14/2011 na Guiné-Bissau, a associação anunciou a Novembro de 2011 que ia avançar com o projeto "MGF, Não!", com o intuito de sensibilizar e promover o combate à prática de mutilação genital feminina (MGF), em Portugal cofinanciado pelo programa Cidadania Ativa - Fundação Calouste Gulbenkian e EEA Grants, e em parceria formal com a Liga Portuguesa Contra a Sida. Apesar de não ser comum em Portugal, a associação tomou posição e ação por ter conhecimento da perpetuação da prática no país por imigrantes e descendentes guineenses. Procurou, assim, envolver a comunidade na defesa dos direitos humanos das mulheres contra a MGF tanto em Portugal como na Guiné-Bissau em cooperação com os movimentos já em curso através de ações de informação e formação direcionadas estrategicamente à população e instituições. Teve início oficial em Fevereiro de 2015 com o apoio da Câmara Municipal de Lisboa e terminou a 30 de Março de 2016. Durante o período de ação, marcou presença televisiva nacional em matérias de sensibilização sobre o tema.

#### Agressão, Não!
A 6 de Dezembro de 2012 foi lançado oficialmente o projeto “Agressão, Não”, em colaboração com a Câmara Municipal de Lisboa, com o objetivo de combater a violência doméstica LGBTI+ e dar apoio e assistência a nível psicológico, social, jurídico e sociológico à comunidade LGBTI+, livre de preconceito, no concelho de Lisboa&nbsp. O seu lançamento foi protagonizado no Fórum da Rede Social de Lisboa e contou com a presença de Eládio Clímaco e Madalena Braz Teixeira, enquanto embaixadores do projeto, assim como do presidente da então Opus Gay, António Serzedelo, e António Guarita&nbsp.
Durante o período de ação, procurou conhecer as dinâmicas inerentes ao fenómeno de violência doméstica na comunidade através da aplicação do questionário “Violência Doméstica entre Casais Homossexuais residentes no concelho de Lisboa”  , dotar a população de informação, sobretudo legal, e prestar apoio através de ações de divulgação e prevenção e através de sessões de atendimento a nível sociológico, psicológico e jurídico. Para além disso, manifestou um esforço de consciencialização das forças de segurança para casos de violência doméstica na comunidade LGBTI+.

#### Envelhecer Fora do Armário
O projeto “Envelhecer Fora do Armário” avançou em Julho de 2015 através de um protocolo com a Câmara Municipal de Lisboa e teve a duração de um ano. Surgiu com o propósito de sensibilizar e dinamizar a vivência do segmento sénior, especialmente na comunidade LGBTI+, e pela necessidade de combater o regresso ao armário de pessoas em idade avançada, cuja trajetória de vida as leva frequentemente a situações de isolamento e ao sentimento de vergonha, para que possam continuar a viver plenamente durante a velhice. Para além de procurar compreender as condições de vida e dinâmicas de envelhecimento na população LGBTI+ residente no concelho de Lisboa , a associação fez um esforço de sensibilização em diversos momentos para diferentes públicos, assim como um esforço direto, a nível local, em estimular a vivência da população envelhecida do concelho de Lisboa através de uma multiplicidade de atividades com enfoque em vertentes de ação específicas, nomeadamente, social, lúdica, em cidadania ativa, em inclusão e não discriminação e em saúde física e psicológica em prol da melhoria da qualidade de vida desta população.

#### LGBT Seniores

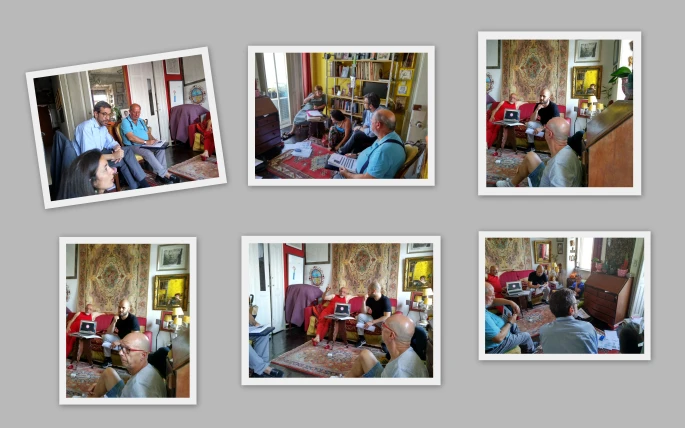
Reunião da equipa do projeto LGBT Seniores com a direção a 12 de Julho de 2017

O projeto "LGBT Seniores: Contrariar tendências, Eliminar estigmas", em ação de 2017 a 2018, continuou como complemento ao esforço de sensibilização do projeto Envelhecer fora do Armário. Desta forma, continuando a combater o regresso ao armário de indivíduos, que em muitos casos vivem remetidos à vergonha e ao isolamento, e que merecem viver a sua velhice de uma forma plena, sem medos, receios e ansiedades que os anulem enquanto seres humanos, a instituição organizou e marcou presença em eventos neste domínio. Contou ainda com a parceria da Associação para o Planeamento da Família com o seu projeto "Sexualidade Maior", destinado à população sénior sobre os temas do Envelhecimento, Sexualidade e Afetos.

#### Apoio à Autonomização e Habitação de pessoas LGBTI+ e migrante
Centrado num dos objetivos basilares da instituição, o apoio à autonomização e habitação de pessoas LGBTI+ e migrantes passa por um conjunto de protocolos e projetos onde, para além dos serviços de informação e reencaminhamento, se destacam as estruturas de habitação temporária, nomeadamente, a CATE (Casa de Acolhimento Temporário de Emergência), que em 2020 foi reestruturada, formalizada e sujeita a obras de alteração para aumentar o alcance de apoio. Ainda nesse ano, foram estabelecidos protocolos de projetos de housing first e apartamentos partilhados sob a ENIPSSA (Estratégia Nacional para a Integração de Pessoas em Situação de Sem-Abrigo) e parcerias através de protocolos com a Rainbow Railroad Canada, o Centro Nacional de Apoio à Integração de Migrantes/Alto Comissariado para as Migrações (CNAIM/ACM) e a Organização Internacional para as Migrações (OIM).

#### Portal Interativo: "Rainbow Portal by Opus Diversidades"
Em 2021, a Associação obteve luz verde para o desenvolvimento de um portal integrativo ao abrigo dum programa de financiamento da Comissão para a Cidadania e a Igualdade de Género. Este portal irá integrar diferentes informações, contatos e colaborações, repositório de trabalhos e centro de estudos sobre temáticas LGBTI+, de acesso livre à/para a comunidade. O contrato foi celebrado a 19 de Outubro, no Auditório das Águas de Portugal, e contou com a presença do Presidente da Associação Helder Bértolo, e do Vice-Presidente Paulo Rainho. Na cerimónia esteve ainda presente a Secretária de Estado para a Cidadania e a Igualdade, Rosa Monteiro.

#### Projeto Erasmus+: "Addressing LGBTIQ+ youth homelessness and housing deprivation"
Numa colaboração com as Associações Quore (Itália) e Ljubljana Pride (Eslovénia), a Opus Diversidades obteve aprovação de um projeto Europeu (programa Erasmus+), com vista ao desenvolvimento de estratégias para serviços e instituições sociais na compreensão e combate à discriminação e exclusão do acesso à habitação da população LGBTIQ+ jovem. O projeto, iniciado em 2022, decorre até 2024, e consistirá numa abordagem multivariada à problemática da exclusão, abandono habitacional e discriminação no acesso à habitação.

### Ações sociopolíticas
Dado a natureza da associação, o seu esforço e ação política, em conjunto com outros atores, foi essencial para reivindicar direitos para a população LGBTQI+. Destaca-se o esforço para alcançar as uniões de facto entre casais do mesmo sexo, revisões no Código de Trabalho e do Código Penal contra a discriminação em função da orientação sexual e mais tarde o casamento e adoção por casais do mesmo sexo.

#### Manifesto pela Liberdade das Minorias
Anterior à fundação da instituição, no manifesto “Liberdade para as Minorias Sexuais”, publicado dias após o 25 de Abril de 1974 pelo Movimento de Ação Homossexual Revolucionário (MAHR), constava António Serzedelo (um dos co-fundadores da associação) como um dos principais autores e fundadores, em resposta às afirmações fóbicas do general Galvão de Melo. No documento era, para além da sensibilização sobre a questão da repressão sobre homossexuais até então (relembre-se que as práticas homossexuais só em 1982 deixaram de ser criminalizadas em Portugal), reivindicado o direito dos homossexuais de participarem em movimentos políticos pela emancipação dos seus direitos enquanto pessoas cidadãs.

#### Participação na Rede STOP Acordo EU-Mercosul

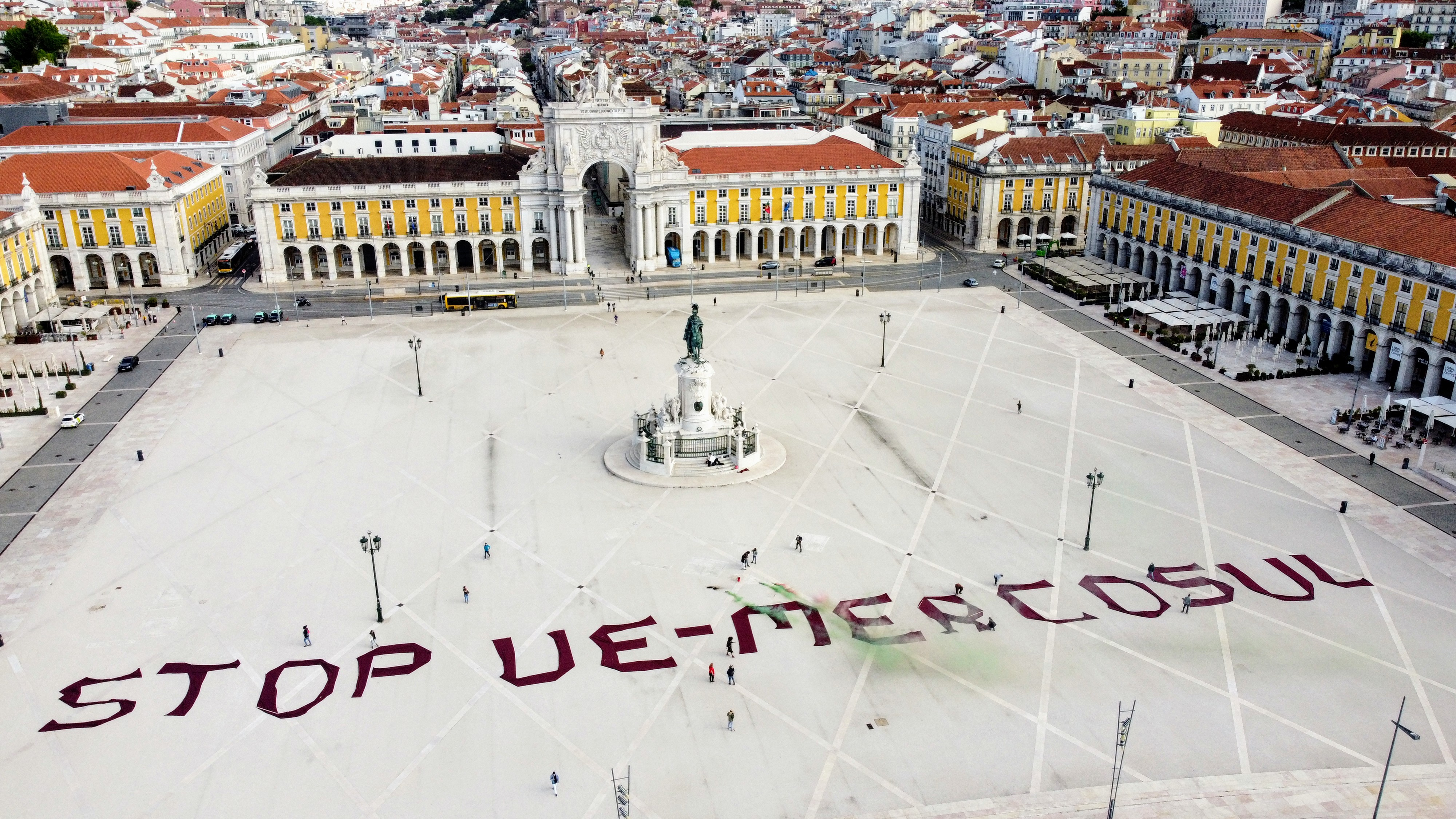
Ação de protesto contra o acordo comercial EU-Mercosul no Terreiro do Paço, Lisboa

A Opus Diversidades integra a lista de coletivos que fazem parte da Rede Stop UE-Mercosul. Juntamente com outros coletivos em território português levou em frente a petição “Contra o Acordo Comercial UE-Mercosul, pela Democracia, Ambiente e Saúde” exigindo ao governo português que ratificasse o acordo no Conselho da União Europeia devido às consequências que teria no aumento do ritmo de destruição da Floresta Amazónica e do Cerrado com repercussões ao nível do planeta e saúde pública. Para além disso, a Associação participou numa ação organizada de rua, que decorreu na praça do Terreiro do Paço, com uso de sinalizadores de fumo que simbolizavam a floresta da Amazónia em chamas.

#### O Sangue Não tem Orientação Sexual!
À luz de mais um episódio de discriminação, no início de 2020, a homens que têm sexo com homens num momento de doação de sangue, a associação foi uma das muitas que se mobilizou politicamente pela abolição clara de critérios ou prazos de exclusão de dadores de sangue que tivessem por base a orientação sexual sem evidência cientifica sustentada. Algo que já a instituição se tinha manifestava contra em 2009 perante a forte discriminação para com os homossexuais enquanto dadores de sangue.
Para além disso, procurou mobilizar todas as pessoas que estivessem dispostas a doar sangue junto do Instituto Português do Sangue e Transplantação em Lisboa, no momento da atualização, pela Direção-Geral da Saúde, da norma de 2016 que definia os critérios de elegibilidade dos candidatos à dádiva de sangue que discriminava na prática, outrora, os homens que tinham sexo com homens, através do evento “O sangue não tem orientação sexual!” a 19 de março de 2021. Apesar da clarificação das normas, o presidente da associação reforçou que a norma deve ser efetivamente implementada na prática e que o estigma nestes contextos deve ser combatido através de campanhas de informação e formação assim como fiscalização das práticas de triagem de dadores de sangue, oferecendo-se para participar nos módulos de preparação das formações que a norma atualizada prevê.

#### Lisboa sem Sida #zerodiscriminação
Em 2021, participou no vídeo de campanha da iniciativa #zerodiscriminação, junto do Centro Anti-Discriminação VIH e SIDA, Luma Nogueira de Andrade e de Jorge Barroso Dias.

#### Iniciativa "Continuamos a Marchar" - Rede Solidária LGBTI+ da MOL
A Marcha do Orgulho LGBTI+ de Lisboa (MOL) é anualmente organizada por uma Comissão Organizadora (CO), um grupo de coletivos informais e associações formais. Em 2020, e devido à pandemia de SARS-CoV-2, a CO da MOL (onde a Opus Diversidades esteve integrada) decidiu não levar a Marcha do Orgulho para as ruas, mas criou no seu lugar uma iniciativa de apoio solidário com o nome Continuamos A Marchar. Dentro desta iniciativa, muitos fundos de donativos que a MOL detinha, foram passados para movimentos de apoio às comunidades LGBTI+, comunidades de pessoas racializadas, comunidades Roma e pessoas trabalhadoras do sexo.
Dentro da própria MOL, uma parte destes fundos alimentou a criação e funcionamento da Rede Solidária LGBTI+, um mecanismo informal de acompanhamento e apoio de pares, tendo a Opus Diversidades participado ativamente no seio desta Rede, ajudando a prestar apoio a pessoas em necessidade.

#### Lei da Autodeterminação da Identidade de Género, Expressão de Género e Proteção das Características Sexuais
Na sequência da mediatização de uma alegada inconstitucionalidade da Lei n.º 38/2018 através do Acórdão do Tribunal Constitucional sobre os n.ºs 1 e 3 do artigo 12º da Lei nº 38/2018 a 7 de Agosto de 2021, a instituição mobilizou-se para esclarecer que o acórdão não implicava a inconstitucionalidade da lei nem a questionando, referindo-se meramente à inconstitucionalidade de alguns aspetos formais, administrativos e processuais. Dado esse entrave à sua implementação, a instituição solicitou uma audiência urgente a todos os grupos parlamentares, deputados únicos e deputadas não-inscritas e foi responsável logística da iniciativa de enviar uma Carta Aberta às/aos Deputadas/os da Assembleia da República, para que a lei que determina que as escolas promovam o exercício do direito à autodeterminação da identidade de género e expressão de género e do direito à proteção das características sexuais das pessoas iniciasse o processo legislativo para que a sua implementação se sucedesse o mais rapidamente possível para consagrar os direitos explícitos no n.º 1 do Art. 26.º da Constituição Portuguesa. Esta Carta Aberta foi assinada por mais de uma centena de personalidades individuais e coletivas da sociedade civil.

### Organização e Participação em Discussões e Eventos
Para além das ações sociopolíticas, projetos a instituição organiza e marca presença assídua em diversas discussões, manifestações e eventos online e presenciais. Alguns exemplos são:

#### Dia Internacional contra a Homofobia, a Transfobia e a Bifobia
A Celebração do IDAHOT (Dia Internacional contra a Homofobia, a Transfobia e a Bifobia) foi realizada em 2020 pela participação num vídeo da autoria da CIG (Comissão para a Cidadania e a Igualdade de Género). Em 2021 participou em atividades junto da Câmara Municipal de Lisboa, da CIG que organizou o webinar “Experiências e boas práticas na intervenção LGBTI”, e da SECI (Secretaria de Estado para a Cidadania e Igualdade), responsável pela abertura do webinar. Também lançou o seu próprio vídeo de celebração da data.

#### Como se sentirá uma Criança após ser agredida por um Adulto?

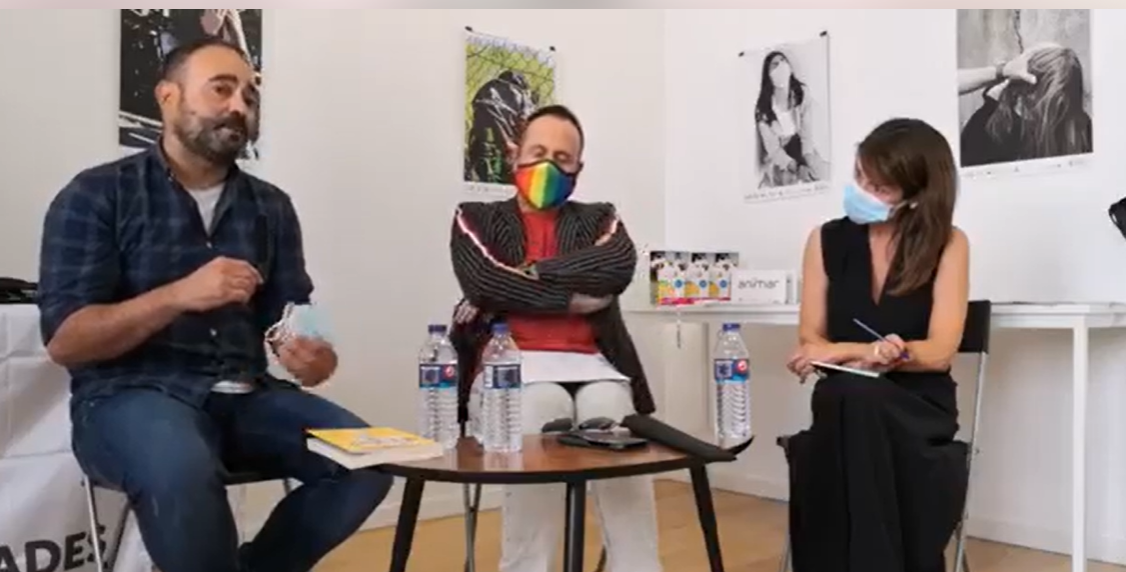
Workshop - Intervenções em crianças e jovens alvo de violência. Moderação do presidente da associação Helder Bértolo, com Cristina Viegas e João Santos da Costa.

Para celebrar o Dia Internacional da Juventude, a instituição, no âmbito do Roteiro da Associação Animar, organizou a exposição fotográfica “Como se sentirá uma Criança após ser agredida por um Adulto?”, inaugurada a 13 de Agosto na Casa da Cidadania de São Domingos de Benfica, direcionada à sensibilização dos jovens para a prevenção de maus-tratos infantis. Na exposição foram ainda integrados debates sobre intervenções em crianças e jovens alvo de violência e agressões a crianças e jovens LGBTQI+&nbsp.

#### Dossier de Linguagem Neutra e Inclusiva
Com o apoio da Junta de Freguesia de Benfica, a instituição foi anfitriã de um dos eventos de lançamento do Dossier de Linguagem Neutra e Inclusiva em Portugal em Setembro de 2021, no Palácio da Baldaya.

#### Conversas com Ativistas
Em Setembro de 2020, o presidente da associação foi convidado no “Já falavas - Conversas com Activistas”, onde falou sobre os projetos da instituição e realçou a sua preocupação para com as dificuldades que a comunidade LGBTQI+ atravessou durante o período de pandemia.

#### 1º Dia Nacional da Saúde Sexual
A associação foi convidada para participar na celebração online deste dia, celebrado a nível nacional pela primeira vez em 2021, organizada pela Sociedade Portuguesa de Sexologia Clínica e moderada pela sua Presidente, Patrícia Pascoal e por Marta Crawford em Agosto do mesmo ano.

#### Descentracenas
Em Setembro de 2021, a associação foi convidada no episódio 11 do Descentracenas, onde o presidente da associação conversou juntamente com representantes dos coletivos LGBTI Viseu, LGBTI Leiria, PATH Coimbra e Clube Safo, onde cobriram diversos assuntos como sair do armário na política, LGBTI+fobia nos media e direitos humanos.

#### Os Direitos das Pessoas Idosas LGBTI
Participação no webinar “Os Direitos das Pessoas Idosas LGBTI”, em Setembro de 2021, organizado no âmbito do projeto "Envolvi" (financiado pelas EEA Grants), onde foram abordadas as questões de preconceito para com a comunidade em idade avançada e onde os projetos e intervenção da instituição foram integrais para o debate.

#### Building Bridges
No dia do World Pride Day 2021, organizado pelo Pride Europe, o presidente da Associação foi destaque no Volt Pride 2021 como orador convidado, no webinar “Building Bridges”, juntamente com outros ativistas, moderado pela co-lead LGBTQIA+ do Volt Europa, Conny Kawohl.

## Networking
Todo o trabalho da associação nos últimos anos levou à criação de boas relações junto de coletivos LGBTQI+ formais/informais a nível nacional/internacional, e organismos oficiais como o Instituto da Segurança Social, a Câmara Municipal de Lisboa, e a Santa Casa da Misericórdia de Lisboa. Um destes exemplos foi a participação na audição parlamentar sobre pessoas trans.
Para além disto, a associação encontra-se envolvida em projetos e iniciativas com entidades parceiras de onde se destaca a sua presença enquanto membro do Conselho Local de Ação Social de Lisboa (CLAS-Lx) e da Rede Social de Lisboa, membro do Conselho Consultivo LGBTQI+ nacional, membro do Conselho Consultivo da CIG, membro da ILGA-Europe, e membro da Rede Portuguesa contra o acordo EU-Mercosul.
Conta ainda com a divulgação e participação em estudos e projetos de investigação ao longo dos anos.

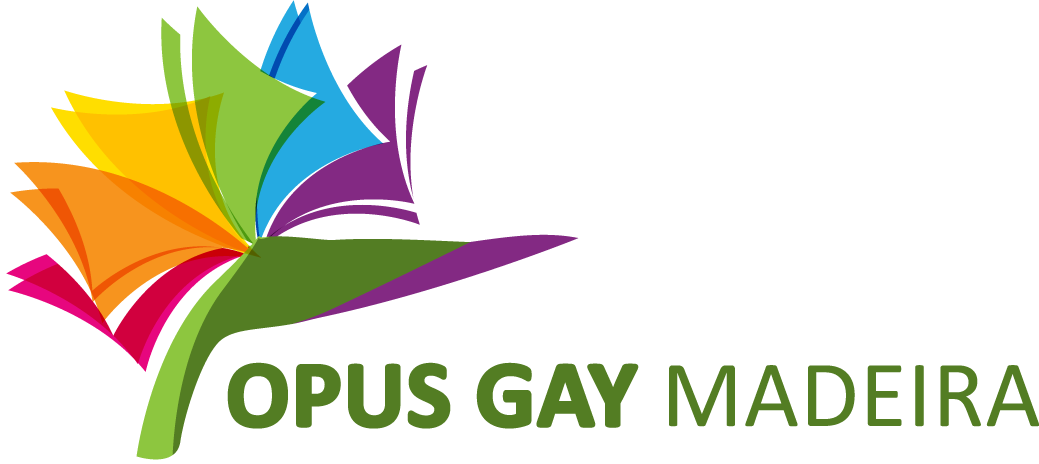
Logo oficial da representação da Opus Diversidades na Madeira

## Opus Gay Madeira
Após 21 anos da fundação da Opus Gay, surgiu a Opus Gay Madeira que entrou em atividade através do Facebook em meados de Novembro de 2018, com o objetivo de colmatar a falta de apoio e recursos para a população LGBTQI+ no/do arquipélago. A representação madeirense é encabeçado pelo representante regional Paulo Spínola, também membro da direção da associação.
Apesar de ter começado como presença virtual através da rede social Facebook, a representação no arquipélago surgiu com objetivo de dar resposta educacional, psicossocial, legislativa e de intervenção social quer sobre a população LGBTQI+ quer sobre técnicos, familiares e qualquer pessoa interessada na região.

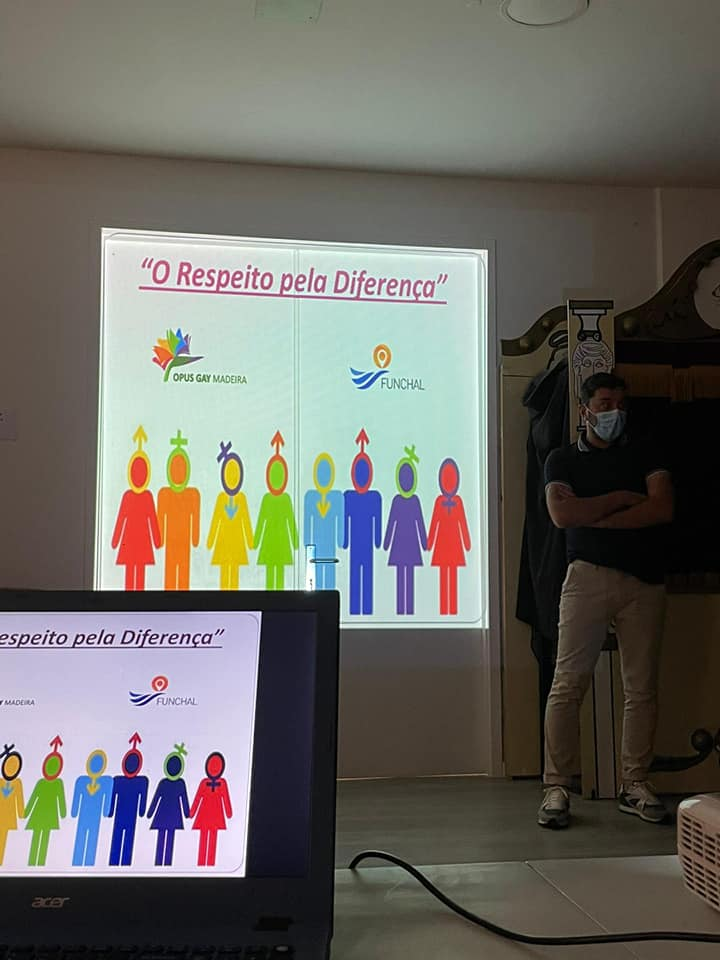
Workshop "O Respeito pela Diferença", do coordenador regional Paulo Spínola

Desta forma, têm desenvolvido trabalho presencial do qual se destaca o seu papel formativo e educacional em contexto escolar e municipal e da promoção do debate e diálogo entre figuras e instituições políticas acerca de preocupações da comunidade, detendo parcerias e projetos com a SESARAM (Serviço de Saúde Público da RAM), com docentes da Universidade da Madeira para a colaboração de investigação, com a Câmara Municipal do Funchal e da Ribeira Brava e com outras IPSS regionais.
Alguns exemplos do trabalho já desenvolvido e em curso:
- Ações e formações de sensibilização sobre o género e respeito pela diferença em contexto escolar no Funchal,[83][84][85] financiadas através de um protocolo com a Câmara Municipal do Funchal;[86]
- Exposições artísticas por artistas LGBTQI+;
- Realização de palestras sobre saúde e prevenção de doenças do foro físico, psicológico e sexual;
- Co-organizadora do Madeira Pride desde 2019;[87]
- Participação em webinars sobre temáticas de direitos LGBTQI+, como o webinar “Nem discrição, nem discriminação” que contou com a presença da Senhora Secretária de Estado para a Cidadania e a Igualdade Rosa Monteiro.[88][89]

A 24 de Janeiro de 2019, esteve presente na assinatura dos protocolos de cooperação com o vice-presidente do Governo Regional, Pedro Calado, juntamente com a IGLTA - International Gay & Lesbian Travel Association e a rede ex aequo, no âmbito do turismo, inclusão e apoio psicológico, com o propósito de conseguirem financiamento e um espaço para criarem o primeiro Centro LGBTI+ da Região Autónoma da Madeira. Este espaço foi conseguido a Agosto de 2021, localizado no rés-de-chão do Centro Cívico de Animação e Cultura Edmundo Bettencourt no Funchal, co-partilhado com a rede ex aequo.